# Bror Rexed
Bror Rexed (19 de junio de 1914 - 21 de agosto de 2002) fue un neurocientífico sueco, profesor universitario en la Universidad de Upsala. Es conocido internacionalmente por el desarrollo del sistema de las llamadas láminas de Rexed. En Suecia es conocido también por su implicación en la du-reformen («reforma del tú») del idioma sueco, por la que se generalizó el tuteo en el país.
En 1980, fue galardonado con el premio de la Fundación Léon Bernard.